# Seznam dílů seriálu Miliardy
Toto je seznam dílů seriálu Miliardy. Americký dramatický televizní seriál Miliardy měl premiéru 17. ledna 2016 na americké stanici Showtime. V Česku měl seriál premiéru 7. listopadu 2017 na stanici HBO 3.

## Přehled řad
| Řada | Díly | Premiéra v USA  | Premiéra v USA  | Premiéra v ČR     | Premiéra v ČR      |
| Řada | Díly | První díl       | Poslední díl    | První díl         | Poslední díl       |
| ---- | ---- | --------------- | --------------- | ----------------- | ------------------ |
| 1    | 12   | 17. ledna 2016  | 10. dubna 2016  | 7. listopadu 2017 | 12. prosince 2017  |
| 2    | 12   | 19. února 2017  | 7. května 2017  | 19. prosince 2017 | 23. ledna 2018     |
| 3    | 12   | 25. března 2018 | 10. června 2018 | 26. března 2018   | 11. června 2018    |
| 4    | 12   | 17. března 2019 | 9. června 2019  | 10. května 2019   | 19. července 2019  |
| 5    | 12   | 3. května 2020  | 3. října 2021   | 22. června 2020   | 26. listopadu 2021 |
| 6    | 12   | 23. ledna 2022  | bude oznámeno   | bude oznámeno     | bude oznámeno      |

## Seznam dílů

### První řada (2016)
| Č. v seriálu | Č. v řadě | Původní název             | Český název            | Režie                   | Scénář                                             | Premiéra v USA  | Premiéra v ČR      |
| ------------ | --------- | ------------------------- | ---------------------- | ----------------------- | -------------------------------------------------- | --------------- | ------------------ |
| 1            | 1         | Pilot                     | Chuck a Bobby          | Neil Burger             | Brian Koppelman, David Levien a Andrew Ross Sorkin | 17. ledna 2016  | 7. listopadu 2017  |
| 2            | 2         | Naming Rights             | Jméno na budově        | Neil Burger             | Brian Koppelman a David Levien                     | 24. ledna 2016  | 7. listopadu 2017  |
| 3            | 3         | YumTime                   | YumTime                | Scott Hornbacher        | Willie Reale                                       | 31. ledna 2016  | 14. listopadu 2017 |
| 4            | 4         | Short Squeeze             | Krátký stisk           | James Foley             | Young Il Kim                                       | 7. února 2016   | 14. listopadu 2017 |
| 5            | 5         | The Good Life             | Nový život             | Neil LaBute             | Heidi Schreck                                      | 14. února 2016  | 21. listopadu 2017 |
| 6            | 6         | The Deal                  | Dohoda                 | James Foley             | Wes Jones                                          | 21. února 2016  | 21. listopadu 2017 |
| 7            | 7         | The Punch                 | Rána pěstí             | Stephen Gyllenhaal      | Brian Koppelman a David Levien                     | 6. března 2016  | 28. listopadu 2017 |
| 8            | 8         | Boasts and Rails          | Informátor             | John Dahl               | Wes Jones                                          | 13. března 2016 | 28. listopadu 2017 |
| 9            | 9         | Where the F*** is Donnie? | Kde je, sakra, Donnie? | Susanna White           | Peter K. Blake                                     | 20. března 2016 | 5. prosince 2017   |
| 10           | 10        | Quality of Life           | Kvalita života         | Karyn Kusama            | Willie Reale                                       | 27. března 2016 | 5. prosince 2017   |
| 11           | 11        | Magical Thinking          | Magické myšlení        | Anna Boden a Ryan Fleck | námět: Wes Jones a Heidi Schreck scénář: Wes Jones | 3. dubna 2016   | 12. prosince 2017  |
| 12           | 12        | The Conversation          | Rozhovor               | Michael Cuesta          | Brian Koppelman a David Levien                     | 10. dubna 2016  | 12. prosince 2017  |

### Druhá řada (2017)
| Č. v seriálu | Č. v řadě | Původní název        | Český název           | Režie                   | Scénář                                                                                           | Premiéra v USA                                   | Premiéra v ČR     |
| ------------ | --------- | -------------------- | --------------------- | ----------------------- | ------------------------------------------------------------------------------------------------ | ------------------------------------------------ | ----------------- |
| 13           | 1         | Risk Management      | Rizikový management   | Reed Morano             | Brian Koppelman a David Levien                                                                   | 10. února 2017 (online) 19. února 2017(Showtime) | 19. prosince 2017 |
| 14           | 2         | Dead Cat Bounce      | Anatađtek             | Ryan Fleck a Anna Boden | Wes Jones                                                                                        | 26. února 2017                                   | 19. prosince 2017 |
| 15           | 3         | Optimal Play         | Dokonalá hra          | Alex Gibney             | Willie Reale                                                                                     | 5. března 2017                                   | 26. prosince 2017 |
| 16           | 4         | The Oath             | Příslib daru          | Noah Emmerich           | Adam R. Perlman                                                                                  | 12. března 2017                                  | 26. prosince 2017 |
| 17           | 5         | Currency             | Měna                  | Steph Green             | Brian Chamberlayne                                                                               | 19. března 2017                                  | 2. ledna 2018     |
| 18           | 6         | Indian Four          | Indian Four           | Adam Arkin              | Alice O'Neill                                                                                    | 26. března 2017                                  | 2. ledna 2018     |
| 19           | 7         | Victory Lap          | Potrava pro děla      | John Singleton          | Brian Koppelman, David Levien a Alice O'Neill                                                    | 2. dubna 2017                                    | 9. ledna 2018     |
| 20           | 8         | The Kingmaker        | Králotvůrce           | Oliver Hirschbiegel     | Adam R. Perlman                                                                                  | 9. dubna 2017                                    | 9. ledna 2018     |
| 21           | 9         | Sic Transit Imperium | Sic Transit Imperium  | Colin Bucksey           | Wes Jones                                                                                        | 16. dubna 2017                                   | 16. ledna 2018    |
| 22           | 10        | With or Without You  | S tebou nebo bez tebe | Ed Bianchi              | Willie Reale                                                                                     | 23. dubna 2017                                   | 16. ledna 2018    |
| 23           | 11        | Golden Frog Time     | Jed zlaté žáby        | Karyn Kusama            | námět: Brian Koppelman, David Levien a Brian Chamberlayne scénář: Brian Koppelman a David Levien | 30. dubna 2017                                   | 23. ledna 2018    |
| 24           | 12        | Ball in Hand         | Koule v ruce          | Ryan Fleck a Anna Boden | Brian Koppelman, David Levien a Adam R. Perlman                                                  | 7. května 2017                                   | 23. ledna 2018    |

### Třetí řada (2018)
| Č. v seriálu | Č. v řadě | Původní název            | Český název             | Režie          | Scénář                                                                      | Premiéra v USA  | Premiéra v ČR   |
| ------------ | --------- | ------------------------ | ----------------------- | -------------- | --------------------------------------------------------------------------- | --------------- | --------------- |
| 25           | 1         | Tie Goes to the Runner   | Body získává pálkař     | Colin Bucksey  | Brian Koppelman a David Levien                                              | 25. března 2018 | 26. března 2018 |
| 26           | 2         | The Wrong Maria Gonzalez | Pojistka                | Noah Emmerich  | Adam R. Perlman                                                             | 1. dubna 2018   | 2. dubna 2018   |
| 27           | 3         | A Generation Too Late    | Kvantová analýza        | Colin Bucksey  | Wes Taylor                                                                  | 8. dubna 2018   | 9. dubna 2018   |
| 28           | 4         | Hell of a Ride           | Zatraceně pekelná jízda | John Dahl      | Randall Green                                                               | 15. dubna 2018  | 16. dubna 2018  |
| 29           | 5         | Flaw in the Death Star   | Slabina                 | Matt Shakman   | Willie Reale a Adam R. Perlman                                              | 22. dubna 2018  | 23. dubna 2018  |
| 30           | 6         | The Third Ortolan        | Poslední strnad         | John Dahl      | Alice O'Neill                                                               | 29. dubna 2018  | 30. dubna 2018  |
| 31           | 7         | Not You, Mr. Dake        | Vy ne, pane Dakeu       | Michael Morris | Brian Koppelman a David Levien                                              | 6. května 2018  | 7. května 2018  |
| 32           | 8         | All the Wilburys         | Nový začátek            | Mike Binder    | námět: Randall Green a Alice O'Neill scénář: Brian Koppelman a David Levien | 13. května 2018 | 14. května 2018 |
| 33           | 9         | Icebreaker               | Prolomit ledy           | Stacie Passon  | Adam R. Perlman a Willie Reale                                              | 20. května 2018 | 21. května 2018 |
| 34           | 10        | Redemption               | Kapitál                 | Jake Polonsky  | Brian Koppelman, David Levien a Matt Fennell                                | 27. května 2018 | 28. května 2018 |
| 35           | 11        | Kompenso                 | Kompenso                | Jessica Yu     | Adam R. Perlman                                                             | 3. června 2018  | 4. června 2018  |
| 36           | 12        | Elmsley Count            | Karetní trik            | Colin Bucksey  | Brian Koppelman a David Levien                                              | 10. června 2018 | 11. června 2018 |

### Čtvrtá řada (2019)
| Č. v seriálu | Č. v řadě | Původní název                  | Český název                  | Režie           | Scénář                                   | Premiéra v USA  | Premiéra v ČR     |
| ------------ | --------- | ------------------------------ | ---------------------------- | --------------- | ---------------------------------------- | --------------- | ----------------- |
| 37           | 1         | Chucky Rhoades's Greatest Game | Nejvyšší hra Chucka Rhoadese | Colin Bucksey   | Brian Koppelman a David Levien           | 17. března 2019 | 10. května 2019   |
| 38           | 2         | Arousal Template               | Šablona vzrušivosti          | Adam Bernstein  | Adam R. Perlman                          | 24. března 2019 | 17. května 2019   |
| 39           | 3         | Chickentown                    | Město kuřat                  | Neil Burger     | Lenore Zion                              | 31. března 2019 | 24. května 2019   |
| 40           | 4         | Overton Window                 | Overtonovo okno              | Clement Virgo   | Brian Koppelman a David Levien           | 7. dubna 2019   | 31. května 2019   |
| 41           | 5         | A Proper Sendoff               | Pěkné poslední rozloučení    | Matthew McLoota | Michael Russell Gunn                     | 14. dubna 2019  | 7. června 2019    |
| 42           | 6         | Maximum Recreational Depth     | Maximální rekreační hloubka  | Jessica Yu      | Adam R. Perlman                          | 21. dubna 2019  | 14. června 2019   |
| 43           | 7         | Infinite Game                  | Nekonečná hra                | Laurie Collyer  | Brian Koppelman a David Levien           | 28. dubna 2019  | 21. června 2019   |
| 44           | 8         | Fight Night                    | Noc souboje                  | Colin Bucksey   | námět: Lenore Zion scénář: Alice O'Neill | 5. května 2019  | 28. června 2019   |
| 45           | 9         | American Champion              | Americký šampion             | Naomi Geraghty  | Adam R. Perlman                          | 12. května 2019 | 5. července 2019  |
| 46           | 10        | New Year's Day                 | Nový rok                     | Adam Bernstein  | Brian Koppelman a David Levien           | 26. května 2019 | 12. července 2019 |
| 47           | 11        | Lamster                        | Uprchlík                     | Matthew McLoota | Adam R. Perlman                          | 2. června 2019  | 19. července 2019 |
| 48           | 12        | Extreme Sandbox                | Extreme Sandbox              | Colin Bucksey   | Brian Koppelman a David Levien           | 9. června 2019  | 19. července 2019 |

### Pátá řada (2020–2021)
| Č. v seriálu | Č. v řadě | Původní název       | Český název                 | Režie           | Scénář                                                                        | Premiéra v USA  | Premiéra v ČR      |
| ------------ | --------- | ------------------- | --------------------------- | --------------- | ----------------------------------------------------------------------------- | --------------- | ------------------ |
| 49           | 1         | The New Decas       | Elitní skupina              | Matthew McLoota | Brian Koppelman a David Levien                                                | 3. května 2020  | 22. června 2020    |
| 50           | 2         | The Chris Rock Test | Test Chrise Rocka           | Lee Tamahori    | Adam R. Perlman                                                               | 10. května 2020 | 29. června 2020    |
| 51           | 3         | Beg, Bribe, Bully   | Škemrej, podplácej, šikanuj | John Dahl       | Ben Mezrich                                                                   | 17. května 2020 | 6. července 2020   |
| 52           | 4         | Opportunity Zone    | Investiční zóna             | Laurie Collyer  | Brian Koppelman, David Levien a Emily Hornsby                                 | 24. května 2020 | 13. července 2020  |
| 53           | 5         | Contract            | Dohoda                      | Adam Bernstein  | Theo Travers                                                                  | 31. května 2020 | 20. července 2020  |
| 54           | 6         | The Nordic Model    | Severský model              | Shaz Bennett    | námět: Adam R. Perlman a Stephanie Mickus scénář: Adam R. Perlman a Eli Attie | 7. června 2020  | 27. července 2020  |
| 55           | 7         | The Limitless Shit  | Všemocný                    | David Costabile | Brian Koppelman, David Levien a Emily Hornsby                                 | 14. června 2020 | 3. srpna 2020      |
| 56           | 8         | Copenhagen          | Banka je má                 | Matthew McLoota | Adam R. Perlman                                                               | 5. září 2021    | 5. listopadu 2021  |
| 57           | 9         | Implosion           | Imploze                     | Neil Burger     | Beth Schacter                                                                 | 12. září 2021   | 12. listopadu 2021 |
| 58           | 10        | Liberty             | Svoboda                     | Neil Burger     | Brian Koppelman, David Levien a Emily Hornsby                                 | 19. září 2021   | 19. listopadu 2021 |
| 59           | 11        | Victory Smoke       | Doutník vítězství           | Dan Attias      | Adam R. Perlman                                                               | 26. září 2021   | 26. listopadu 2021 |
| 60           | 12        | No Direction Home   | Není cesty domů             | Dan Attias      | Brian Koppelman a David Levien                                                | 3. října 2021   | 26. listopadu 2021 |

### Šestá řada (2022)
| Č. v seriálu | Č. v řadě | Původní název         | Český název   | Režie          | Scénář                                       | Premiéra v USA | Premiéra v ČR |
| ------------ | --------- | --------------------- | ------------- | -------------- | -------------------------------------------- | -------------- | ------------- |
| 61           | 1         | Cannonade             | bude oznámeno | Joshua Marston | Brian Koppelman a David Levien               | 23. ledna 2022 | bude oznámeno |
| 62           | 2         | Lyin' Eyes            | bude oznámeno | Joshua Marston | Emily Hornsby                                | 30. ledna 2022 | bude oznámeno |
| 63           | 3         | STD                   | bude oznámeno | bude oznámeno  | Theo Travers                                 | 6. února 2022  | bude oznámeno |
| 64           | 4         | Burn Rate             | bude oznámeno | bude oznámeno  | Brian Koppelman, David Levien a Lio Sigerson | 13. února 2022 | bude oznámeno |
| 65           | 5         | Rock of Eye           | bude oznámeno | bude oznámeno  | Eli Attie                                    | 20. února 2022 | bude oznámeno |
| 66           | 6         | Hostis Humani Generis | bude oznámeno | bude oznámeno  | Beth Schacter                                | 27. února 2022 | bude oznámeno |